# Jonas Levänen
Jonas Levänen (Espoo, 12 gennaio 1994) è un ex calciatore finlandese, di ruolo difensore.

## Carriera
Ha giocato nella massima serie finlandese.